# Chata PTTK na Polanie Chochołowskej

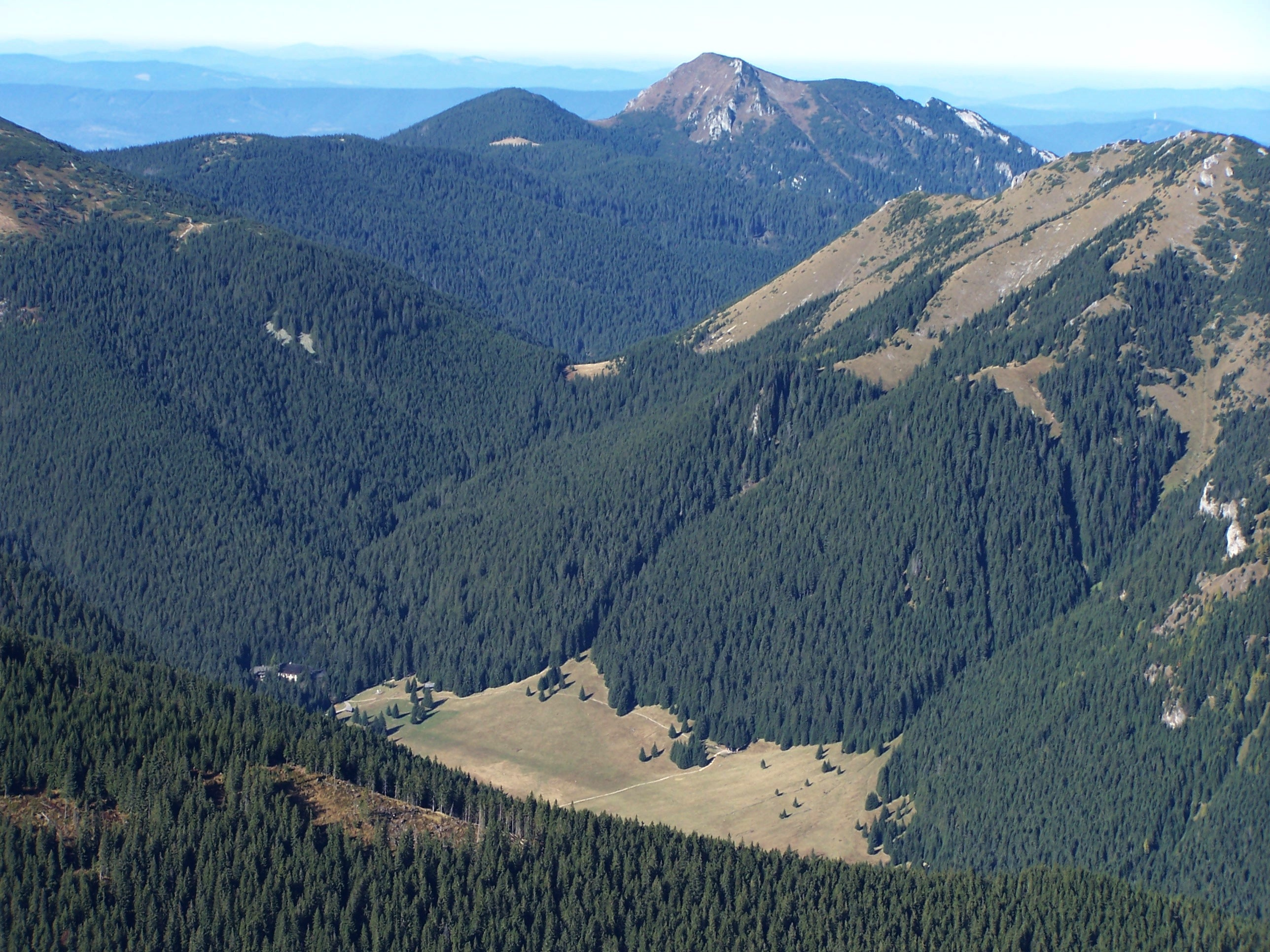
Polana Chochołowska, kde stojí chata

Chata PTTK na Polanie Chochołowskej (polsky Schronisko PTTK na Polanie Chochołowskiej) je turistická chata na Polaně Chochołowské v polské části Západních Tater, zkráceně nazývaná Chata Chochołowska. Nachází se ve výšce 1146 m n. m.. Jejím majitelem je Polský turisticko-vlastivědný spolek. Poskytuje hlavní turistickou základnu návštěvníkům Doliny Chochołowské.

## O chatě
Je to největší chata v polských Tatrách. Celoročně otevřená poskytuje návštěvníkům 121 lůžek v 2-, 3-, 4-, 6-, 8- a 14lůžkových pokojích. Má společenskou místnost, úschovnu lyží, kuchyň a sušárnu oděvů. Na chatě má svou základnu horská služba Tatrzańskie Ochotnicze Pogotowie Ratunkowe.

## Z historie
První chatu vybudoval Varšavský lyžařský klub (polsky Warszawski Klub Narciarski) v letech 1930-1932. V lednu 1945 ji podpálili němečtí vojáci. Současná chata byla postavena v letech 1951-1953. Během své druhé návštěvy Polska a Doliny Chochołowské zde pobyl 23. června 1983 papež Jan Pavel II. Pamětní tabule u vchodu do chaty připomíná jeho návštěvu.
V roce 1958 byla na Chochołowském potoku postavena malá vodní elektrárna. Vytváří dostatek energie pro potřeby chaty. Nedaleko chaty byly vysázeny limby. Další pamětní tabule připomíná záchrannou akci horské služby TOPR, která v noci z 11. na 12. února 1945 zachraňovala zraněné partyzány z Predného Salatína (polsky Skrajnego Salatyna).

## Turistika
- zelená značka vede přes celou Dolinu Chochołowskou ze Siwé Polany přes polanu Huciska na polanu Chochołowskou, odtud přes Dolinu Chochołowskou Wyżnou na hřeben mezi Rákoněm a Volovcem do mělkého sedla Zawracie.
  - Čas túry ze Siwé polany na chatu: 2:10 h, ↓ 1:45 h
  - Čas túry z chaty na hřeben mezi Rákoněm a Volovcem: 2:15 h, ↓ 1:45 h
- žlutá značka vede dolinou Bobrowiecki Żleb na Lúčnou (polsky Grześ)
  - Čas túry: 1:30 h, ↓ 1 h
- červená značka vede na Trzydniowiański Wierch přes Wyżnou Jarząbczou Polanou.
  - Čas túry: 2:20 h, ↓ 1:55 h